# Phryganeutis cinerea
Phryganeutis cinerea är en fjärilsart som beskrevs av Edward Meyrick 1884. Phryganeutis cinerea ingår i släktet Phryganeutis och familjen praktmalar, Oecophoridae. Inga underarter finns listade i Catalogue of Life.

## Bildgalleri

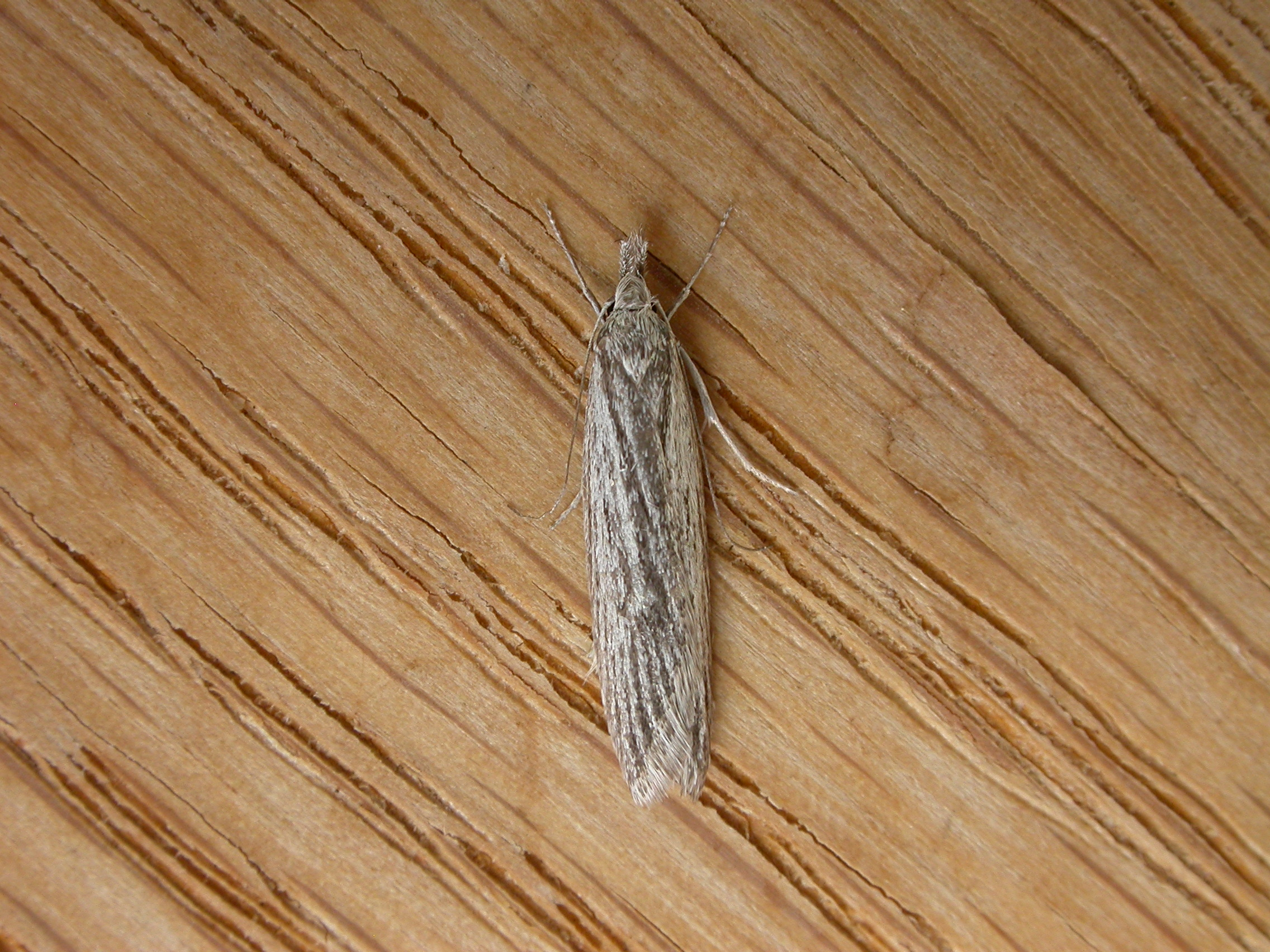